# Hiperboloida jednopowłokowa obrotowa

Hiperboloida jednopowłokowa obrotowa

Animacja dla hiperboloidy jednopowłokowej obrotowej

Hiperboloida jednopowłokowa obrotowa – powierzchnia drugiego stopnia otrzymana poprzez obrót hiperboli {\displaystyle {\mathcal {H}}} wokół jej osi symetrii {\displaystyle {\mathcal {J}}} równoległej do kierownic tej hiperboli.
Równanie określające hiperboloidę jednopowłokową obrotową to:
{\displaystyle {\frac {x^{2}+y^{2}}{a^{2}}}-{\frac {z^{2}}{c^{2}}}=1,} gdzie
{\displaystyle {\frac {x^{2}}{a^{2}}}-{\frac {z^{2}}{c^{2}}}=1} jest równaniem hiperboli {\displaystyle {\mathcal {H}}}.
Hiperboloida jednopowłokowa obrotowa jest szczególnym przypadkiem hiperboloidy jednopowłokowej (dla {\displaystyle a=b}), będącej obrazem hiperboloidy jednopowłokowej obrotowej w powinowactwie płaszczyznowym prostokątnym {\displaystyle f} względem płaszczyzny zawierającej hiperbolę.
Równania krawędziowe tworzących hiperboloidy jednopowłokowej obrotowej:
{\displaystyle \left\{{{\frac {1}{a}}x-{\frac {1}{c}}z+k(1-{\frac {1}{b}}y)=0 \atop k({\frac {1}{a}}x+{\frac {1}{c}}z)+1+{\frac {1}{b}}y=0}\right.,k\in \mathbb {R} }
{\displaystyle \left\{{{\frac {1}{a}}x-{\frac {1}{c}}z+k(1+{\frac {1}{b}}y)=0 \atop k({\frac {1}{a}}x+{\frac {1}{c}}z)+1-{\frac {1}{b}}y=0}\right.,k\in \mathbb {R} }.